# Programatorul divin
Programatorul divin (2000) (titlu original Calculating God) este un roman science fiction al scriitorului Robert J. Sawyer. Acțiunea se petrece în timpurile moderne și descrie sosirea pe Pământ a unor forme de viață extraterestră inteligente. Cartea prezintă numeroasele discuții și argumente aduse în legătură cu acest subiect, precum și altele de natura credinței, religiei și științei. Programatorul divin a fost nominalizată atât la premiul Hugo, cât și la premiul memorial John W. Campbell la secțiunea "Cel mai bun roman" în 2001.

## Intriga
Thomas Jericho, un paleontolog de la Muzeul Regal Ontario din Toronto, este primul om cu care intră în contact extratereștrii, atunci când un extraterestru similar unui păianjen sosește pe Pământ pentru a investiga istoria evoluționistă a planetei. Hollus și colegii săi de echipaj doresc acces la uriașa colecție de fosile a muzeului și, de asemenea, vor să studieze cunoștințele acumulate de omenire pentru a găsi dovada existenței lui Dumnezeu. După cum află Tom, pe Pământ, pe planeta de baștină a lui Hollus și pe cea a unei alte specii extraterestre s-au petrecut simultan cinci evenimente cataclismice, despărțite unele de altele de zeci sau sute de milioane de ani. Hollus crede că universul a fost creat de o entitate și este menit dezvoltării și evoluției vieții. În discuțiile dintre ei, Thomas Jericho este ateul care oferă echilibrul în discuțiile filozofice legate de existența divinității.
Civilizația lui Hollus a mai descoperit alte șase planete pe care, cândva, a existat viață, dar care acum sunt pustii. Pe unele dintre ele se află zone atent protejate, despre care Tom emite ipoteza că ar fi matrici virtuale gigantice în care s-ar fi "încărcat" conștiințele acelor civilizații.
Însă de pe una dintre se descoperă urmele lansării unei navete către steaua Betelgeuse din constelația Orion, transformând-o pe aceasta în supernovă. Deși supernova s-a produs în urmă cu 400 de ani, radiațiile provenite de la ea sunt pe cale să ajungă la cele trei lumi locuite. Telescopul navei extraterestre care orbitează Pământul detectează o imensă entitate neagră care ia naștere din spațiu și acoperă steaua care explodează. Aceasta este dovada supremă a inteligenței care călăuzește și păstrează formele de viață din univers.
Bolnav de cancer pulmonar în fază terminală, Tom acceptă să călătorească spre Betelgeuse alături de extratereștri, pentru a "lua legătura" cu Dumnezeu. Ajunși acolo, entitatea realizează o fuziune a cromozomilor umani și extratereștri, creând o nouă inteligență, capabilă să trăiască în spațiu și să supraviețuiască iminentului Big Crunch și să dea naștere unui nou univers, în urma unui alt Big Bang.

## Teme și aluzii
Principala temă dezbătută în roman o reprezintă ideea că universul este prea bine pus la punct ca să fie rodul hazardului, drept urmare fiind logic să se considere că a fost creat. Cele două rase extraterestre cu care Thomas intră în contact cred în acest Dumnezeu, dar el este unul "logic", nu unul căruia să i se adreseze rugăciuni. Una dintre rase chiar își petrece jumătate din viață încercând să comunice cu acest Dumnezeu, într-o stare similară meditației.
Deși în carte apar locuri și evenimente reale, personajele sunt fictive, așa cum afirmă chiar autorul. Așa cum procedează și în alte opere ale sale, Sawyer face o serie de referiri la serial originală Star Trek.